# بیلل عبدالکادوس
بیلل عبدالکادوس (انگلیسی: Billel Abdelkadous؛ زادهٔ ۲۲ مهٔ ۱۹۹۰) بازیکن فوتبال اهل الجزایر است.
از باشگاه‌هایی که در آن بازی کرده‌است می‌توان به باشگاه فوتبال استاد رنس اشاره کرد.